# Lignan-sur-Orb

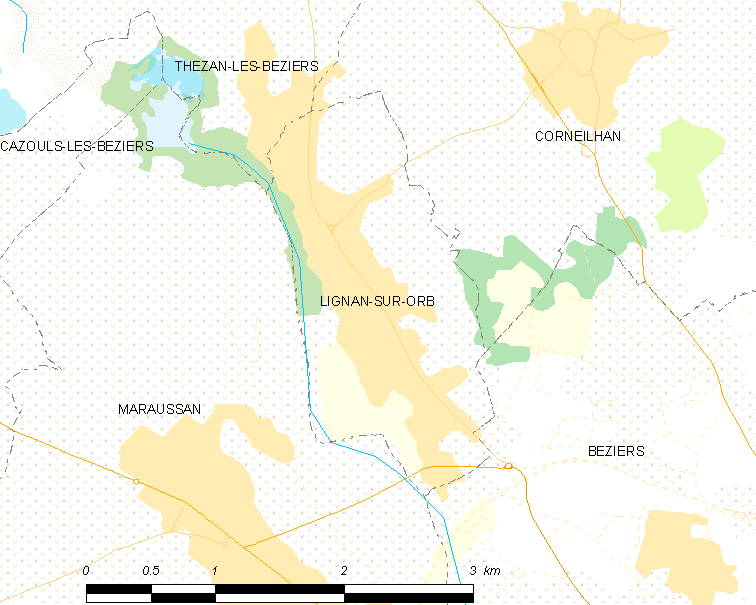
Mapa

 Lignan-sur-Orb  es una población y comuna francesa, situada en la Región de Occitania, departamento de Hérault, en el distrito de Béziers y cantón de Béziers-2.

## Demografía
| Gráfica de evolución demográfica de Lignan-sur-Orb entre 2006 y 2019 |
|                                                                      |

Fuentes: INSEE.